# Dry lease
Na aviação, Dry lease é um contrato em que uma companhia aérea (lessor) disponibiliza um avião a outra companhia (lessee). Todos os custos são suportados pelo lessee, como a tripulação (pilotos, comissários de bordo e hospedeiras), a manutenção e seguro do avião, combustíveis, taxas aeroportuárias, reservas, etc.
O dry lease é utilizado, habitualmente, por empresas de leasing e bancos, sendo da responsabilidade do lessee a certificação de operador aéreo e registo do avião. A duração de um contrato de dry lease é no mínimo de dois anos.